# Pere Moragues

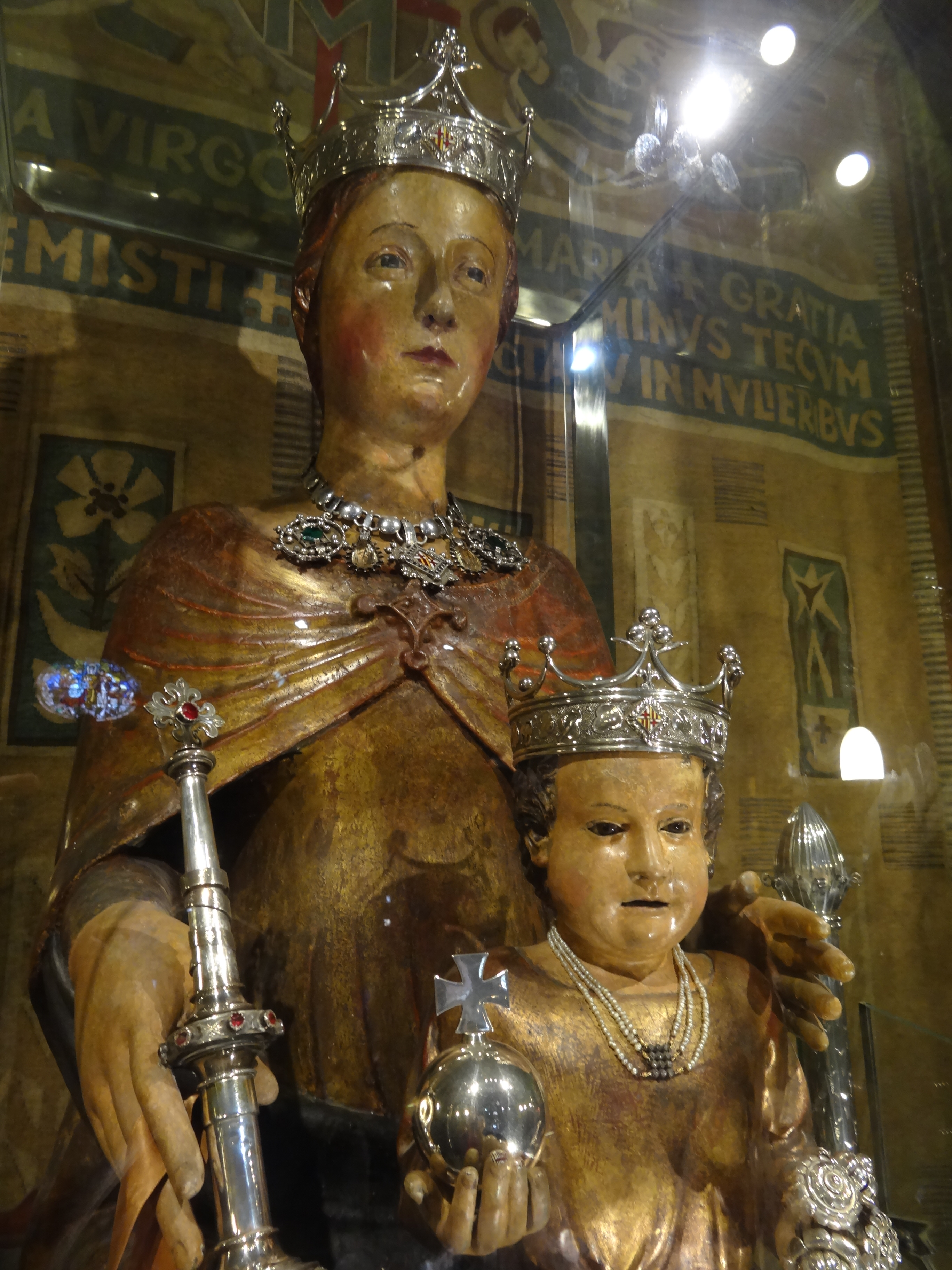
Imagen de la Virgen de la Mercé, patrona de Barcelona. Talla gótica del atribuida a Pere Moragues.

Pere Moragues fue un escultor, arquitecto y orfebre del siglo XIV, con actividad documentada en Aragón y Cataluña.

## Biografía
Se cree que nació alrededor del año 1330 y por los documentos en los que se le nombra siempre como "ciudadano de Barcelona", es probable que su nacimiento tuviera lugar en esta ciudad. Su residencia fue la mayor parte de su vida en Barcelona, en la Calle Ancha, donde tenía taller y casa. Se le nombra como "carpentarius" en 1358. Casado con Caterina, hija de Arnau Ferrer, herrero de Barcelona, tuvo documentado un hijo, Marc, dedicado a la misma profesión que el padre y que en 1395 era miembro del Consejo de Ciento de la ciudad.
Su muerte se produjo entre 1387 y 1388. Es cuando se tiene noticia que su viuda vendió la casa de la Calle Ancha a un mercader llamado Bernat Casasàgia.

## Trabajos
El primer documento donde se le nombra es con fecha 16 de octubre de 1358 en un contrato con el pintor Ramón Destorrents, para la realización de siete imágenes de madera, que el pintor policromaría.
En el año 1361 el arquitecto Bernat Roca se comprometía a la realización de diversas obras para la Basílica de la Merced, donde se nombraba al pintor Jaume Serra y al escultor Pere Moragues, lo que hace posible que fuera este el escultor de la imagen de la Virgen de la Merced.
Se trasladó a Zaragoza en 1376 llamado por el arzobispo Lope Fernández de Luna, donde permaneció hasta 1384 y ejecutó la sepultura del arzobispo destinada a la capilla de san Miguel de la Seo de Zaragoza. A partir del año 1381, consta un acuerdo entre el rey Pedro el Ceremonioso y el arzobispo Fernández de Luna, para que Moragues trabajara una semana para cada uno de ellos. El rey le encargó la reforma del sepulcro de su madre Teresa de Entenza (realizado por Aloi de Montbrai) y la construcción de uno nuevo para sus dos hermanos menores. Durante esta estancia en Aragón, realizó la custodia de los corporales de Daroca, una pieza excelente de orfebrería. El rey Pedro el Ceremonioso le nombraba con el título de "familiarem et domesticum nostrum".
A partir de 1382 fue Maestro de Obras de la Catedral de Tortosa.